# Villa Minozzo
Villa Minozzo – miejscowość i gmina we Włoszech, w regionie Emilia-Romania, w prowincji Reggio Emilia.
Według danych na rok 2004 gminę zamieszkiwało 4150 osób, 24,7 os./km².